# Postume le Jeune
Postume le jeune serait selon l’Histoire Auguste, le fils de l'empereur des Gaules Postume, qui l'aurait associé à son pouvoir comme César. On connaît très peu de chose sur Postume le jeune, à part sa mort : il aurait été massacré par les soldats avec son père, lors d'une sédition à Mayence, en 268.
Le fait que, comme le fils de Victorinus (et contrairement à Tetricus II le jeune qui, lui, est attesté par une monnaie), il ne soit mentionné que par l’Histoire Auguste (sans doute pour arriver au nombre de Trente Tyrans) rend l'existence de ce personnage très douteuse ; aucune autre source indique que Postume a eu de fils et qu'il l'a associé au pouvoir. Pour sa part, le numismate Henry Cohen ne recense pas la moindre monnaie qui puisse lui être attribuée.
L'histoire Auguste affirme que son père lui donna la charge de tribun des Voconces, charge imaginaire selon Chastagnol, et que ses talents rhétoriques valurent à ses exercices de déclamation d'être annexés à ceux du célèbre Quintilien, ce que Chastagnol qualifie de billevesées.